# Cammarata
Cammarata település Olaszországban, Szicília régióban, Agrigento megyében. Lakosainak száma 5896 fő (2023. január 1.). Cammarata Acquaviva Platani, Casteltermini, Castronovo di Sicilia, Mussomeli, San Giovanni Gemini, Santo Stefano Quisquina, Vallelunga Pratameno és Villalba községekkel határos.

## Népesség
A település népességének változása:
| Lakosok száma | 6289 | 6197 | 5896 |
|               | 2017 | 2018 | 2023 |